# Tour de France 2025/11. Etappe
Die 11. Etappe der Tour de France 2025 fand am 16. Juli 2025 und statt. Nach dem ersten Ruhetag wurde die 112. Austragung des französischen Etappenrennens im Südwesten Frankreichs fortgesetzt. Als Start- und Zielort des Abschnitts diente Toulouse, wobei dazwischen 156,8 leicht profilierte Kilometer absolviert werden mussten. Nach der Zielankunft hatten die Fahrer insgesamt 1845,6 Kilometer absolviert, was 55,28 % der Gesamtdistanz entsprach.

## Streckenführung
Der neutralisierte Start erfolgte in Toulouse auf der Îles du Ramier vor dem Stadium Municipal. Über die Garonne ging es im Anschluss ins Stadtzentrum, wobei die Rue du Languedoc und Rue d’Alsace Lorraine zum Place du Capitole führte. Vorbei am Place Saint-Pierre ging es im Anschluss entlang des Canal de Brienne, ehe die Fahrer Toulouse über die M1 und Pont de Blagnac verließen. Am anderen Ufer der Garonne wurden Blagnac und Beauzelle durchfahren, bevor das Rennen auf der M63 freigegeben wurde.
Nach dem offiziellen Start folgte die Strecke der Garonne stromaufwärts, wobei Aussonne, Seilh, Merville und Grenade durchfahren wurden. Über die Pont de Ondes querten die Fahrer wenig später den Fluss und gelangten nach Castelnau-d’Estrétefonds, wo auf der D29 mit der Côte de Castelnau-d’Estrétefonds (218 m) eine Bergwertung der 4. Kategorie abgenommen wurde. Die Kuppe wurde bereits nach 25,9 Kilometern erreicht, bevor es auf flachen Straßen über Fronton, Villaudric, Cépet und Castelmaurou vorbei an Toulouse in Richtung Süden ging. Nachdem Lanta, Sainte-Foy-d’Aigrefeuille, Préserville und Fourquevaux durchfahren wurden, wurde in Labastide-Beauvoir bei Kilometer 97,3 der Zwischensprint ausgefahren. Danach ging es über Baziège und Montgiscard auf die Côte de Montgiscard (282 m), wo nach 111,6 Kilometern auf der D24 eine Bergwertung der 4. Kategorie abgenommen wurde. Etwas später folgte bei Kilometer 117 mit der Côte de Corronsac (267 m) ein weiterer Anstieg der 4. Kategorie, wobei die Auffahrt über die D94 erfolgte. Dann ging es über mehrere Schleifen nach Castanet-Tolosan, Mervilla, Rebigue, Aureville und Vigoulet-Auzil, wobei das Terrain deutlich hügliger verlief. Vom Ufer der Garonne geht es im Anschluss auf die Côte de Vieille-Toulouse (257 m), die 14,3 Kilometer vor dem Ziel als Bergwertung der 4. Kategorie klassifiziert wurde. Die Auffahrt erfolgte dabei über den Chemine de l’Ariège, der für 1300 Meter im Schnitt mit 6,8 % anstieg. Über die breite D95 ging es im Anschluss zurück ans Ufer der Garonne, ehe im Finale eine weitere Steigung befahren werden musste.
Über die M4 erreichten die Fahrer Toulouse, ehe sie scharf rechts auf den Chemin des Canalets abbogen, der auf die Côte de Pech David (249 m) führte. Dieser Anstieg wies auf einer Länge von 800 Metern eine durchschnittliche Steigung von 12,4 % auf und beinhaltete Rampen von bis zu 25 %. Auf der Kuppe wurde 8,8 Kilometer vor dem Ziel eine Bergwertung der 3. Kategorie abgenommen, ehe die Abfahrt auf dem Chemin des Côtes de Pech David und Rue Thomas Edison erfolgte. Über die Avenue Jules Julien, Avenue Crampel und Allée des Demoiselles ging es im Anschluss auf flachen Straßen zum Grand Rond, ehe die letzten Kilometer auf einer Ringstraße zum Boulevard Lascrosses führten, wo sich das Ziel neben dem Jardin Compans-Caffarelli befand. Die Zielgerade verlief dabei in einer langgezogenen Linkskurve.
|                            | Ort                              | Kilometer | Länge (km) | Höhe (m) | Ø Steigung | max. Steigung |
| -------------------------- | -------------------------------- | --------- | ---------- | -------- | ---------- | ------------- |
| neutralisierter Start      | Toulouse (Stadium Municipal)     |           |            |          |            |               |
| offizieller Start          | Beauzelle (M63)                  | 0         |            |          |            |               |
| Bergwertung (4. Kategorie) | Côte de Castelnau-d’Estrétefonds | 25,9      | 1,4        | 218      | 6,6 %      | unbekannt     |
| Zwischensprint             | Labastide-Beauvoir               | 97,3      |            |          |            |               |
| Bergwertung (4. Kategorie) | Côte de Montgiscard              | 111,6     | 1,6        | 282      | 5,3 %      | unbekannt     |
| Bergwertung (4. Kategorie) | Côte de Corronsac                | 117       | 0,9        | 267      | 6,7 %      | unbekannt     |
| Bergwertung (4. Kategorie) | Côte de Vieille-Toulouse         | 142,5     | 1,3        | 257      | 6,8 %      | unbekannt     |
| Bergwertung (3. Kategorie) | Côte de Pech David               | 148       | 0,8        | 249      | 12,4 %     | 25 %          |
| Ziel                       | Toulouse (Boulevard Lascrosses)  | 156,8     |            |          |            |               |

## Ergebnis
| \| Etappenergebnis \| Etappenergebnis \| Etappenergebnis \| Etappenergebnis \| Etappenergebnis \| \| Fahrer \| Fahrer \| Land \| Team \| Zeit \| \| --------------- \| -------------------- \| ---------------------- \| -------------------------- \| --------------- \| \| 1. \| Jonas Abrahamsen \| Norwegen \| Uno-X Mobility \| 3 h 15 min 56 s \| \| 2. \| Mauro Schmid \| Schweiz \| Team Jayco AlUla \| + 0 s \| \| 3. \| Mathieu van der Poel \| Niederlande \| Alpecin-Deceuninck \| + 7 s \| \| 4. \| Arnaud De Lie \| Belgien \| Lotto \| + 53 s \| \| 5. \| Wout van Aert \| Belgien \| Team Visma \\| Lease a Bike \| + 53 s \| \| 6. \| Axel Laurance \| Frankreich \| Ineos Grenadiers \| + 53 s \| \| 7. \| Fred Wright \| Vereinigtes Königreich \| Bahrain Victorious \| + 53 s \| \| 8. \| Mathieu Burgaudeau \| Frankreich \| Team TotalEnergies \| + 53 s \| \| 9. \| Quinn Simmons \| Vereinigte Staaten \| Lidl-Trek \| + 53 s \| \| 10. \| Davide Ballerini \| Italien \| XDS Astana Team \| + 1 min 11 s \| |                      |                        |                            |                 |
| |                      |                        |                            |                 |
| Quellen: ProCyclingStats Cycling Quotient |                      |                        |                            |                 |
| Etappenergebnis |                      |                        |                            |                 |
| Fahrer | Fahrer               | Land                   | Team                       | Zeit            |
| 1. | Jonas Abrahamsen     | Norwegen               | Uno-X Mobility             | 3 h 15 min 56 s |
| 2. | Mauro Schmid         | Schweiz                | Team Jayco AlUla           | + 0 s           |
| 3. | Mathieu van der Poel | Niederlande            | Alpecin-Deceuninck         | + 7 s           |
| 4. | Arnaud De Lie        | Belgien                | Lotto                      | + 53 s          |
| 5. | Wout van Aert        | Belgien                | Team Visma \| Lease a Bike | + 53 s          |
| 6. | Axel Laurance        | Frankreich             | Ineos Grenadiers           | + 53 s          |
| 7. | Fred Wright          | Vereinigtes Königreich | Bahrain Victorious         | + 53 s          |
| 8. | Mathieu Burgaudeau   | Frankreich             | Team TotalEnergies         | + 53 s          |
| 9. | Quinn Simmons        | Vereinigte Staaten     | Lidl-Trek                  | + 53 s          |
| 10. | Davide Ballerini     | Italien                | XDS Astana Team            | + 1 min 11 s    |

## Gesamtstände
| \| Gesamtwertung \| Gesamtwertung \| Gesamtwertung \| Gesamtwertung \| Gesamtwertung \| \| Fahrer \| Fahrer \| Land \| Team \| Zeit \| \| ------------- \| -------------------------- \| ---------------------- \| -------------------------- \| ---------------- \| \| 1. \| Ben Healy \| Irland \| EF Education-EasyPost \| 41 h 01 min 13 s \| \| 2. \| Tadej Pogačar \| Slowenien \| UAE Team Emirates XRG \| + 29 s \| \| 3. \| Remco Evenepoel \| Belgien \| Soudal Quick-Step \| + 1 min 29 s \| \| 4. \| Jonas Vingegaard \| Dänemark \| Team Visma \\| Lease a Bike \| + 1 min 46 s \| \| 5. \| Matteo Jorgenson \| Vereinigte Staaten \| Team Visma \\| Lease a Bike \| + 2 min 06 s \| \| 6. \| Kévin Vauquelin \| Frankreich \| Arkéa-B&B Hotels \| + 2 min 26 s \| \| 7. \| Oscar Onley \| Vereinigtes Königreich \| Team Picnic-PostNL \| + 3 min 24 s \| \| 8. \| Florian Lipowitz \| Deutschland \| Red Bull-Bora-Hansgrohe \| + 3 min 34 s \| \| 9. \| Primož Roglič \| Slowenien \| Red Bull-Bora-Hansgrohe \| + 3 min 41 s \| \| 10. \| Tobias Halland Johannessen \| Norwegen \| Uno-X Mobility \| + 5 min 03 s \| |                            |                        |                            |                  |
| |                            |                        |                            |                  |
| Quellen: ProCyclingStats Cycling Quotient |                            |                        |                            |                  |
| Gesamtwertung |                            |                        |                            |                  |
| Fahrer | Fahrer                     | Land                   | Team                       | Zeit             |
| 1. | Ben Healy                  | Irland                 | EF Education-EasyPost      | 41 h 01 min 13 s |
| 2. | Tadej Pogačar              | Slowenien              | UAE Team Emirates XRG      | + 29 s           |
| 3. | Remco Evenepoel            | Belgien                | Soudal Quick-Step          | + 1 min 29 s     |
| 4. | Jonas Vingegaard           | Dänemark               | Team Visma \| Lease a Bike | + 1 min 46 s     |
| 5. | Matteo Jorgenson           | Vereinigte Staaten     | Team Visma \| Lease a Bike | + 2 min 06 s     |
| 6. | Kévin Vauquelin            | Frankreich             | Arkéa-B&B Hotels           | + 2 min 26 s     |
| 7. | Oscar Onley                | Vereinigtes Königreich | Team Picnic-PostNL         | + 3 min 24 s     |
| 8. | Florian Lipowitz           | Deutschland            | Red Bull-Bora-Hansgrohe    | + 3 min 34 s     |
| 9. | Primož Roglič              | Slowenien              | Red Bull-Bora-Hansgrohe    | + 3 min 41 s     |
| 10. | Tobias Halland Johannessen | Norwegen               | Uno-X Mobility             | + 5 min 03 s     |

| Punktewertung | Punktewertung        | Punktewertung      | Punktewertung              | Punktewertung |
| Fahrer        | Fahrer               | Land               | Team                       | Punkte        |
| ------------- | -------------------- | ------------------ | -------------------------- | ------------- |
| 1.            | Jonathan Milan       | Italien            | Lidl-Trek                  | 231 P.        |
| 2.            | Tadej Pogačar        | Slowenien          | UAE Team Emirates XRG      | 163 P.        |
| 3.            | Mathieu van der Poel | Niederlande        | Alpecin-Deceuninck         | 156 P.        |
| 4.            | Biniam Girmay        | Eritrea            | Intermarché-Wanty          | 154 P.        |
| 5.            | Tim Merlier          | Belgien            | Soudal Quick-Step          | 150 P.        |
| 6.            | Anthony Turgis       | Frankreich         | Team TotalEnergies         | 107 P.        |
| 7.            | Jonas Abrahamsen     | Norwegen           | Uno-X Mobility             | 90 P.         |
| 8.            | Jonas Vingegaard     | Dänemark           | Team Visma \| Lease a Bike | 86 P.         |
| 9.            | Quinn Simmons        | Vereinigte Staaten | Lidl-Trek                  | 82 P.         |
| 10.           | Arnaud De Lie        | Belgien            | Lotto                      | 75 P.         |

| Bergwertung | Bergwertung                | Bergwertung            | Bergwertung                | Bergwertung |
| Fahrer      | Fahrer                     | Land                   | Team                       | Punkte      |
| ----------- | -------------------------- | ---------------------- | -------------------------- | ----------- |
| 1.          | Lenny Martinez             | Frankreich             | Bahrain Victorious         | 27 P.       |
| 2.          | Ben Healy                  | Irland                 | EF Education-EasyPost      | 16 P.       |
| 3.          | Michael Woods              | Kanada                 | Israel-Premier Tech        | 11 P.       |
| 4.          | Tim Wellens                | Belgien                | UAE Team Emirates XRG      | 8 P.        |
| 5.          | Thymen Arensman            | Niederlande            | Ineos Grenadiers           | 8 P.        |
| 6.          | Tadej Pogačar              | Slowenien              | UAE Team Emirates XRG      | 7 P.        |
| 7.          | Anders Halland Johannessen | Norwegen               | Uno-X Mobility             | 6 P.        |
| 8.          | Simon Yates                | Vereinigtes Königreich | Team Visma \| Lease a Bike | 5 P.        |
| 9.          | Quinn Simmons              | Vereinigte Staaten     | Lidl-Trek                  | 5 P.        |
| 10.         | Ben O’Connor               | Australien             | Team Jayco AlUla           | 5 P.        |

| Nachwuchswertung | Nachwuchswertung  | Nachwuchswertung       | Nachwuchswertung        | Nachwuchswertung |
| Fahrer           | Fahrer            | Land                   | Team                    | Zeit             |
| ---------------- | ----------------- | ---------------------- | ----------------------- | ---------------- |
| 1.               | Ben Healy         | Irland                 | EF Education-EasyPost   | 41 h 01 min 13 s |
| 2.               | Remco Evenepoel   | Belgien                | Soudal Quick-Step       | + 1 min 29 s     |
| 3.               | Kévin Vauquelin   | Frankreich             | Arkéa-B&B Hotels        | + 2 min 26 s     |
| 4.               | Oscar Onley       | Vereinigtes Königreich | Team Picnic-PostNL      | + 3 min 24 s     |
| 5.               | Florian Lipowitz  | Deutschland            | Red Bull-Bora-Hansgrohe | + 3 min 34 s     |
| 6.               | Carlos Rodríguez  | Spanien                | Ineos Grenadiers        | + 5 min 44 s     |
| 7.               | Mattias Skjelmose | Dänemark               | Lidl-Trek               | + 12 min 45 s    |
| 8.               | Romain Grégoire   | Frankreich             | Groupama-FDJ            | + 15 min 15 s    |
| 9.               | Joseph Blackmore  | Vereinigtes Königreich | Israel-Premier Tech     | + 29 min 19 s    |
| 10.              | Alex Baudin       | Frankreich             | EF Education-EasyPost   | + 30 min 20 s    |

| Mannschaftswertung | Mannschaftswertung              | Mannschaftswertung           | Mannschaftswertung |
| Team               | Team                            | Land                         | Zeit               |
| ------------------ | ------------------------------- | ---------------------------- | ------------------ |
| 1.                 | Team Visma \| Lease a Bike      | Niederlande                  | 123 h 02 min 09 s  |
| 2.                 | UAE Team Emirates XRG           | Vereinigte Arabische Emirate | + 19 min 20 s      |
| 3.                 | Groupama-FDJ                    | Frankreich                   | + 31 min 42 s      |
| 4.                 | Arkéa-B&B Hotels                | Frankreich                   | + 32 min 41 s      |
| 5.                 | Decathlon AG2R La Mondiale Team | Frankreich                   | + 33 min 16 s      |
| 6.                 | Ineos Grenadiers                | Vereinigtes Königreich       | + 37 min 03 s      |
| 7.                 | Red Bull-BORA-hansgrohe         | Deutschland                  | + 38 min 29 s      |
| 8.                 | EF Education-EasyPost           | Vereinigte Staaten           | + 45 min 33 s      |
| 9.                 | Team TotalEnergies              | Frankreich                   | + 53 min 46 s      |
| 10.                | Movistar Team                   | Spanien                      | + 53 min 53 s      |